# 2003年2月15日全球反戰行動
2003年2月15日全球反戰行動是反對美國在伊拉克的軍事行動的聯合行動，各國反戰人士約定於同一天發起抗爭。據BBC估計有超過60個國家，共約6百萬至一千萬人參與抗爭，其它方面的估計則達8百萬至3千萬人之譜。
規模最大的示威發生在歐洲。大約有3百萬人參加了在羅馬的抗爭，此紀錄被2004年金氏世界紀錄大全列為史上最大的反戰遊行。反戰情緒在中東地區達到高峰，但其示威規模較小。在華人世界，香港的示威據估計有1千人左右，澳門也有小規模的遊行，中國大陸未發生任何示威；台灣對集會遊行的規定雖然較鬆，卻只有500餘人在美國在台協會旁示威，多數民眾仍對反戰運動冷感。

## 背景
從2002年起，美國政府開始強調進軍伊拉克的必要性。此事在美國總統喬治·沃克·布希在2002年9月12日對聯合國大會的講話中正式搬上檯面，
布希在其講話中強調薩達姆·海珊政府違反聯合國決定，握有大規模毀滅性武器。
許多人質疑美國政府發動戰爭的動機與理由。一個針對41個國家民眾的調查指出，支持美國未經聯合國批准即進軍伊拉克者不到10%，逾半數民眾在任何情況下都不支持軍事行動。
全世界的反戰團體組織了公開遊行。根據法國學者Dominique Reynié統計，在2003年1月3日至4月12日間，全球約有3600萬人參與約3千場反戰遊行，其規模又以2003年2月15日的聯合反戰行動為最。
對伊拉克的軍事行動於2003年3月20日開始。

## 歐洲

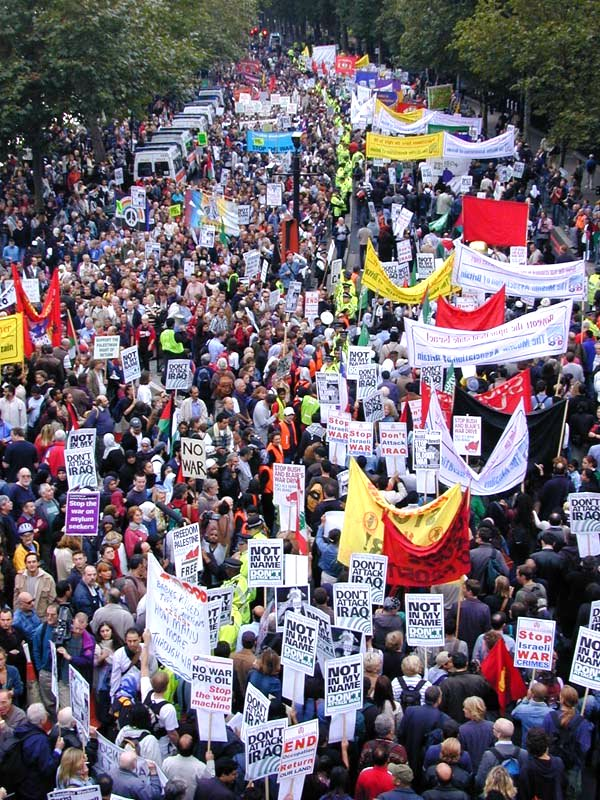
倫敦街頭的遊行隊伍

- 倫敦：英國的反戰聯盟在倫敦發起遊行，並聲稱這是倫敦史上最大的遊行。警方估計約有75萬人[3]，主辦單位則估計有大約200萬人[4]。遊行口號為「不要伊拉克戰爭，要巴勒斯坦的自由」。
- 蘇格蘭：根據衛報統計，格拉斯哥的遊行有大約5萬人參與。
- 北愛爾蘭：貝爾法斯特的遊行人數在1萬人至2萬人之間。
- 愛爾蘭共和國：都柏林的遊行原本預料會有2萬人參與，實際參加人數卻達到8萬人（警方估計）、9萬人（BBC 估計）、10萬人（衛報估計）或15萬人（社會主義工人報估計）。
- 羅馬：在此發生了這次聯合行動中規模最大的遊行，其口號為「停止戰爭，沒有但是」。為了運送示威民眾，特別加開了30班列車。參加人數之眾使得主辦單位不得不提前兩個小時開始遊行。警方估計有65萬人參與最後的遊行，許多國際人士發表了演講，包括庫德族人、伊拉克異議人士、巴勒斯坦人、一位美國基督教大會代表與一位以色列的拒服兵役人士。根據示威規模，可知大部分示威者並未參加最後的遊行，而主辦單位估計有3百萬人參與示威。此紀錄被2004年金氏世界紀錄列為史上最大反戰遊行[5]。
- 法國：根據世界社會主義者網站報導，法國有20至80個城市發生反戰示威，主辦單位估計總人數在50萬左右。其中規模最大者在巴黎，有10萬（今日美國估計[6]）至20萬人（世界社會主義者網站估計[7]）參加。土魯斯的遊行有約1萬人參加[6]。
- 德國：長途巴士將300多個德國城鎮的居民送至柏林參加示威，人數在30萬（警方估計）至50萬人（主辦單位估計）之間。這是柏林數十年來最大的示威活動[8]
- 西班牙：西班牙有55個城市發生反戰示威，規模最大者在首都馬德里，參加人數在66萬（政府估計）至200萬（綠左週報估計）間，這是西班牙在法西斯獨裁者弗朗西斯科·佛朗哥在1975年逝世以後最大的示威活動。巴塞隆納有13萬（警方估計）至150萬人（綠左週報估計）的大遊行。小城市奧維耶多有10萬人的遊行，而該城市人口僅18萬人[9]。
- 馬爾他：該島國有1000人參加示威。
- 北歐各國：挪威發生了1917年以來最大的遊行，奧斯陸的遊行有6萬人。在丹麥首都哥本哈根有2萬至3萬人走上街頭。瑞典首都斯德哥爾摩的遊行有35000人參加。
- 荷蘭、比利時、盧森堡：比利時布魯塞爾（歐洲議會所在）的遊行有10萬人左右（世界社會主義者網站與綠左週報估計）。盧森堡有大約14000人參加示威。荷蘭阿姆斯特丹有大約7萬人參加遊行，這是荷蘭在1980年代反核武運動之後的最大示威。相對於這三國的人口數，其示威規模算相當大的。
- 阿爾卑斯山區各國：奧地利首都維也納有大約3萬人參加遊行。在瑞士，示威集中於伯恩舉行，參加人數估計約4萬人，是瑞士在戰後最大的示威活動；其口號為「不要伊拉克戰爭—不要以鮮血換石油！」。斯洛維尼亞首都盧布爾雅那有3000人參與示威，這是自該國於1991年獨立以來最大的示威。
- 波斯尼亞和黑塞哥維那：莫斯塔爾的遊行有大約100人參加。
- 克羅埃西亞：首都札格拉布的遊行有大約1萬人參加（世界社會主義者網站估計），其餘城市亦有規模較小的遊行。
- 捷克：約有1000人參與在布拉格的遊行。
- 匈牙利：約有6萬人參與在布達佩斯的遊行。
- 波蘭：首都華沙有大約1萬人參加遊行。
- 塞爾維亞：貝爾格勒有小型遊行，人數約200人。
- 俄羅斯：俄羅斯的遊行規模甚小，莫斯科的遊行有400人參與。
- 烏克蘭：在基輔的遊行有2000人參加（今日美國估計）。
- 土耳其：伊斯坦堡的遊行達上千人。當地政府未核准反戰遊行，主辦單位遂以記者會名義行之。遊行人士有一半屬庫爾德人。許多庫爾德人在遊行前遭到逮捕[10]。
- 希臘：有15萬人（世界社會主義者網站估計）走上雅典街頭。少部份群眾與警方發生衝突。警方聲稱此乃少部份無政府主義者所為。
- 賽普勒斯：約有500至800人在英國軍事基地前示威，隊伍隨後拉至 Pyla 村，在此透過巨型螢幕觀看全球反戰抗爭實況。

## 美洲

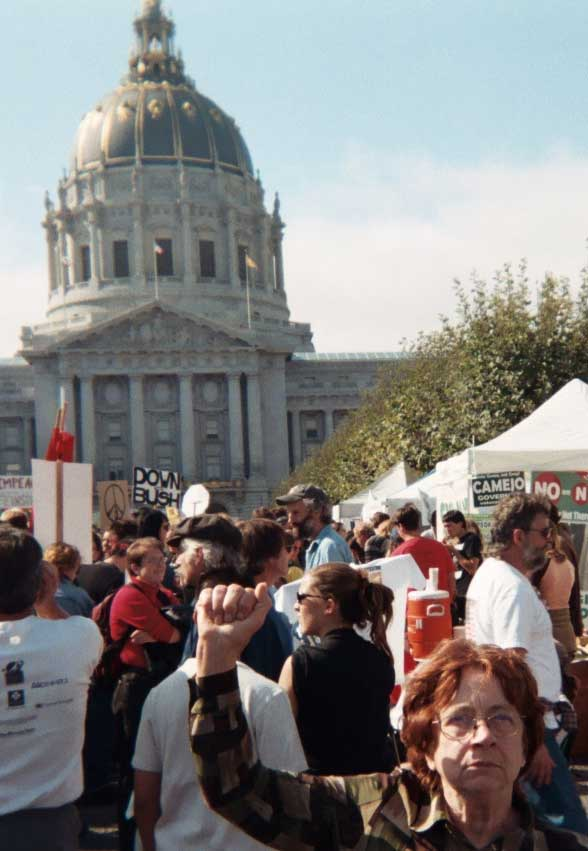
舊金山約有6萬至20萬人參加遊行

- 加拿大：在加拿大的70個城市爆發了示威，其中以蒙特利爾的示威規模最大，有10萬人（世界社會主義者網站估計達15萬人）在零下30度的寒冬中走上街頭。
- 美國：根據哥倫比亞廣播公司統計，在美國共有150個城市發生了示威。在紐約，約有10萬人集合在聯合國大樓前，其中包括一群九一一襲擊事件的罹難者家屬。在遊行最後，人數達30至40萬人（世界社會主義者網站估計）。洛杉磯的遊行人數達5至6萬人（世界社會主義者網站與綠左週報估計，CNN 則稱僅有數千人）。科羅拉多斯普林斯的遊行有4000人，遭到警方以胡椒噴霧、催淚瓦斯、警棍與電擊棒鎮壓。西雅圖的遊行有5萬人參加，口號為「停止對伊拉克的戰爭，停止對移民的戰爭」。芝加哥的遊行有1萬人參加。
- 墨西哥：墨西哥城有大約1萬人走上街頭。
- 南美洲各國：在阿根廷，布宜諾斯艾利斯的遊行有5萬多人參加。烏拉圭首都蒙得維的亞有7萬人示威。巴西總統盧拉·達·席爾瓦領導的遊行有1500人參加（警方估計）。

## 亞洲

### 西亞
- 伊拉克：在風暴中心的伊拉克，數萬名伊拉克人參加巴格達的遊行，遊行者帶著薩達姆·侯賽因的海報並焚燒美國國旗，許多遊行者也攜帶步槍。此次遊行得到復興黨政府的支持。薩達姆·侯賽因稱這天為「世界憤怒日」。
- 敘利亞：1萬（綠左週報估計）至20萬（今日美國及哥倫比亞廣播公司估計）名民眾在大馬士革遊行，遊行者高喊反美及反以色列口號。
- 黎巴嫩：1萬名民眾在貝魯特遊行。
- 以色列：多個反戰組織在特拉維夫發動遊行，參加者約2000至3000人，不過該活動遭部份左派團體杯葛[11] 。

### 東亞
- 日本：東京在前一天有25000人參加遊行。當天在澀谷區則有5000人參與遊行。
- 南韓：首爾有2千至3千人參加遊行[12]。
- 馬來西亞：吉隆坡的遊行有3000人參加，惟未經官方批准。
- 印度：加爾各答的遊行有1萬人參加，達卡的遊行有2千人參加。
- 中國大陸：中國大陸網民反戰情緒頗盛，中華人民共和國外交部也堅持由聯合國解決伊拉克問題，《人民日報》於2月16日對全球反戰行動亦有大篇幅報導，然而2月15日當天並無任何反戰集會遊行。
- 香港：民建聯青年小組、香港青年社團聯盟、新界青年聯會、新青年論壇及青年網絡等團體組成了「香港青年反戰聯盟」，並發表聲明《不要戰爭，要和平》。2月15日，有20多個團體及一些立法會議員參加了「香港反戰日行動」，並遊行至美、英領事館遞交反戰聲明[13]。遊行人數根據世界社會主義者網站估計約1000人。
- 澳門：澳門在當天發生了小規模的反戰遊行。
- 台灣：台灣的30餘個團體在2月11日組成「反對美英侵略伊拉克戰爭聯合行動」，起草《反對美英侵略伊拉克戰爭聯合聲明》，並決議於2月15日舉行全球同步反戰行動。由於警方不准民眾聚集於美國在台協會前，500多名群眾遂在隔壁的中央信託局公保信義大樓前示威，參加者還包括部份在台歐美人士與穆斯林。現場除了發送反戰傳單以外，並提供「No Blood for Oil」紅底白字貼紙（抗爭貼紙在台灣尚屬首見）、進行文藝表演與歌唱等等[14]。事實上，反對美英侵略伊拉克聯合行動在2月15日及其後3月20日的遊行均未經批准，但警方直至4月12日群眾抗議後才展開取締與逮捕；2004年3月，聯合行動發起人唐曙被檢察官以違反《集會遊行法》之「連續累犯」為由，請求從重量刑；後被台北地方法院判處有期徒刑6個月，緩刑2年[15]。

## 非洲
- 南非：約翰尼斯堡的遊行人數估計達8千至2萬人。開普敦的遊行人數則在5千至2萬人間。
- 突尼西亞的斯法克斯有3000人左右的遊行，遭警方以棍棒鎮壓，有大約30人受傷。

## 大洋洲
- 澳大利亞：墨爾本的遊行有15萬（BBC 估計）至20萬人（主辦單位估計）參與。隔天在雪梨的遊行有20萬人（BBC 估計）
- 紐西蘭：奧克蘭與威靈頓的遊行共有約1萬人參加。

## 極地
美國在南極的 McMurdo 基地也有一群科學家發起反戰遊行。

## 後續影響
由於這次行動的空前規模，許多評論家認為它可以阻止將臨的伊拉克戰爭。《紐約時報》的作家 Patrick Tyler 聲稱，這次行動表明地球上有兩大超級強權：一者是美國、一者是全球輿論。
美國國家安全顧問康多莉扎·賴斯表示，這些遊行「不會影響美國政府對抗海珊並幫助伊拉克人民的決心」。不過，反戰遊行及輿論的確影響許多國家的決策，例如加拿大便決定不派兵至伊拉克。
另一些支持英、美的政府則不為所動。澳大利亞總理約翰·霍華德便表示，反戰遊行不代表輿論，「我不知道你能單獨以示威人數來測量輿論」。
在台灣，中華民國總統府副秘書長吳釗燮表示：「如果脫光衣服就可以停止戰爭，大家一起來做，但是這樣沒有辦法達到和平」；他指出，台灣一直是美國的好朋友，美國也是台灣的防衛夥伴，台灣沒有第二個立場，應該支持美國攻打伊拉克、消滅大規模毀滅性武器、切斷恐怖組織的財經與情報管道；同時他也強調，美伊與北韓問題不會影響台灣的權益。國策顧問邱垂亮則表示，美國打伊拉克不需聯合國同意，美國也不需要聯合國同意才派兵協防台灣海峽，所以台灣一定要支持美國攻打伊拉克。中華民國總統陳水扁說：「大家想一想：過去多年來，是誰在幫忙我們？是誰在我們有困難時協助我們度過？……我們不支持美國，難道要支持伊拉克嗎？」
雖然反戰示威效果不如預期，一些評論家對此則有不同解釋。Mike Marqusee 在2006年著文指出：示威的成效需要一段時間才能彰顯，並舉印度的不合作運動與反越戰運動為例。他也指出：雖然遊行的效果尚不確定，若不遊行，美軍的佔領肯定會繼續。
馬克思主義者阿列克斯·卡利尼科斯則指出：某些人認為示威路線失敗了，因此須採直接行動反戰；但為了防止各國政府加入「布希的帝國主義計畫」，必須由大量群眾表達反對輿論，而分散的、區域性的直接行動能見性不足；另一方面，大型全國示威對於提供反戰運動的動力也很重要
2月15日全球反戰行動還有一些附帶效果。英國左翼反戰人士 Salma Yaqoob 指出：這次行動反駁了一些西方領導人及阿拉伯原教旨主義者鼓吹的文明衝突論（或宗教戰爭）。

## 附註
1. ↑  Iraq Poll 2003 （页面存档备份，存于），Gallup poll
2. ↑  Anti-war protests do make a difference （页面存档备份，存于） Alex Callinicos, Socialist Worker, 2005.3.19
3. ↑  . Telegraph. 2003-02-16  [2007-06-11]. （原始内容存档于2005-12-27）.
4. ↑  . BBC. 2003-02-19  [2006-11-27]. （原始内容存档于2006-06-14）.
5. ↑  Largest anti-war rally （页面存档备份，存于），Guinness Book of world records, 2004
6. 1 2  Anti-war protesters hold global rallies （页面存档备份，存于），USA Today, 2/16/2003
7. ↑  Mass demonstrations inaugurate international antiwar movement （页面存档备份，存于），Chris Marsden, WSWS, 2/17/2003
8. ↑  Cities jammed in worldwide protest of war in Iraq （页面存档备份，存于），CNN.com, 2/16/2003
9. ↑  ABC website article （页面存档备份，存于）（西班牙文）
10. ↑  RE-COLONIZING IRAQ （页面存档备份，存于），Tariq Ali，《新左評論》，May-June 2003
11. ↑  3,000 march in Tel Aviv （页面存档备份，存于） WSWS
12. ↑  Antiwar marchers defy large police presence in Seoul （页面存档备份，存于），WSWS, 17 February 2003
13. ↑  亞洲各地舉行反戰遊行示威 （页面存档备份，存于），BBC 中文網，2003年2月15日
14. ↑  廖家敏，《反戰．台北》，原載《成大公衛所研究生電子報》（2003年2月28日）
15. ↑  唐曙，《戰爭無罪？反戰有罪？》，原載《勞動前線》第40期（2003年4月至7月）
16. ↑  Vidal, John (2003-02-13). 10 million join world protest rallies （页面存档备份，存于），《衛報》
17. ↑  Threats and Responses: News Analysis; A New Power In the Streets （页面存档备份，存于），《紐約時報》，Patrick Tyler, February 17, 2003.
18. ↑   (PDF).   [2007-07-21]. （原始内容 (PDF)存档于2009-03-25）.
19. ↑  劉寶傑，總統府副秘書長吳釗燮：美伊戰事，我向美表達願戰後援助，2003年3月10日《聯合報》
20. ↑  林巧雁，〈我再申支持美攻伊〉，2003年3月10日《中央日報》；亦見黃忠榮、項程鎮，〈北韓核武危機，衝擊台美中關係〉，2003年3月10日《自由時報》。
21. ↑  金武鳳、楊羽雯，〈扁：不挺美，難道要挺伊嗎？辯護政府立場：和對岸說一樣的話，對我們有什麼好處？〉，2003年3月23日《聯合報》
22. ↑  Reasons to March （页面存档备份，存于），Mike Marqusee, UK Watch, March 16, 2006
23. ↑  Anti-war protests do make a difference （页面存档备份，存于），Alex Callinicos, Socialist Worker, 19 March 2005.
24. ↑  Global and local echoes of the anti-war movement: a British Muslim perspective （页面存档备份，存于），Salma Yaqoob, International Socialist Journal, Issue: 100

## 外部連結
- 反對美英侵略伊拉克戰爭聯合首頁（勞動人權協會）